# ニューキャスル空港
ニューキャスル空港（ニューキャスルくうこう、New Castle Airport、IATA: ILG）は、アメリカ合衆国デラウェア州北部にある空港。
同州の最大都市ウィルミントンの中心部から南へ約6km、ニューキャッスル市に立地する。ニューキャッスル郡空港とも呼ばれる。また、かつてはウィルミントン空港、グレーター・ウィルミントン空港とも呼ばれていた。
第二次世界大戦中には空軍の基地として使用され、ニューキャスル空軍基地と呼ばれていた。現在は主にゼネラル・アビエーションと呼ばれる、チャーター機や自家用機を発着させるための空港として機能しているほか、デラウェア空軍州兵のC-130（ハーキュリーズ）輸送機、UH-60（ブラックホーク）ヘリコプター、UH-1（イロコイ）ヘリコプターが発着する基地にもなっている。

## 歴史
第二次世界大戦中、ニューキャスル空港は空軍の基地として使用され、ニューキャスル空軍基地と呼ばれていた。この基地は陸軍航空婦人操縦部隊（WASP）の本拠地であった。WASPの女性パイロットは主にテスト・パイロットや輸送などの非戦闘要員として任務にあたった。ニューキャスル空港には、当時WASPに配属されていた女性パイロットを讃える像が立っている。
第二次世界大戦が終結すると、デラウェア空軍州兵の利用するスペースを確保することを条件に、空港は軍から郡に明け渡された。それからしばらくの間は郡が空港の管理・運営にあたっていたが、1990年代後半、空港が財政難に陥ると、郡はデラウェア州政府とニュージャージー州政府のジョイント機関であるデラウェア川・デラウェア湾公社（DRBA）に30年間のリース契約で貸し出された。DRBAが空港の運営を引き継いでからは、空港の収益性が高まり、老朽化した建物の建て替えや新たな建物の建設が進んだ。
現在、デラウェア州は全米50州で唯一、州外からの航空機の定期便がない州である。ニューキャスル空港はデラウェア州の空港の中では「最後の砦」であったが、1991年にユナイテッド航空がニューキャスル空港への便を廃止した。州域が狭く、州の人口が少なく、さらにフィラデルフィア、ボルチモア、ワシントンD.C.という、大規模な国際空港を有する大都市に近く、州の住民がそれら州外の空港を利用できることが要因であった。その後は断続的にいくつかの航空会社がニューキャスル空港への便を就航させたが、いずれも長くは続かなかった。1992年にはUSエアウェイズのUSエアウェイズ・エクスプレスがウェストバージニア州パーカーズバーグからニューキャスルへの便を就航させたが、翌1993年に廃線となった。シャトル・アメリカは1998年に50席のダッシュ 8-300機を投入してニューキャスルとコネチカット州ハートフォード、ニューヨーク州バッファロー、バージニア州ノーフォークの3都市を結ぶ便を設けたが、2000年にこれら独自路線の運航をやめ、大手航空会社と提携してユナイテッド・エクスプレスやデルタ・コネクションを運航するようになった。2006年にはデルタ航空が同社最大のハブ空港であるアトランタのハーツフィールド・ジャクソン・アトランタ国際空港からの便を就航させたが、翌2007年9月6日に廃止された。オハイオ州コロンバスに本社を置いていたスカイバス航空は2008年3月8日にポート・コロンバス国際空港とノースカロライナ州グリーンズボロのピードモント・トライアド国際空港からニューキャスルへの便を就航させたが、4月には同社が倒産し、これらの便も就航からわずか1ヶ月で運航停止となった。

## 施設
ニューキャスル空港は506haの敷地に3本の滑走路を有する。
- 滑走路 1/19: 長さ2,137m x 幅46m
- 滑走路 9/27: 長さ2,189m x 幅46m
- 滑走路 14/32: 長さ1,403m x 幅46m

2006年には、ニューキャスル空港には年間136,154機（1日平均373機）の航空機が離着陸した。そのうち83%はゼネラル・アビエーション（チャーター機・自家用機など）で、12%が軍用、4%がエアタクシー、定期旅客便は1%であった。ニューキャスル空港を基地とする航空機は282機で、そのうち59%は単発機で、23%がジェット機、9%が双発/多発機、6%がヘリコプター、3%が軍用であった。
現在、空港のメインターミナルの店舗はほとんどが閉鎖、ないし撤退している。大手レンタカー会社3社（アラモ、エイビス、ナショナル）、およびカフェ・バマという飲食店が残っているのみである。

## 註
1. 1 2 3 4  FAA Airport Form 5010 for ILG (PDF) , effective 2007-07-05
2. ↑  Murdock, Scott D. WWII Army Air Fields - Database Summary.
3. ↑  Low-cost carrier Skybus calls it quits. MSNBC. 2008年4月4日.